# Décès en 1438
Décès
- 1434
- 1435
- 1436
- 1437
- 1438
- 1439
- 1440
- 1441
- 1442

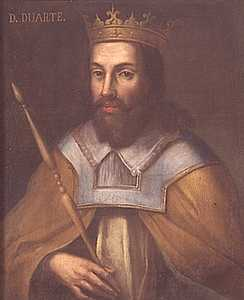
Édouard Ier de Portugal, mort en 1438.

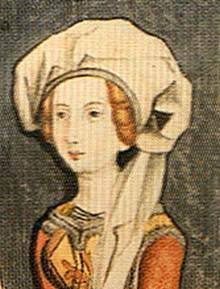
Mathilde de Savoie, mort en 1438.

Cette page dresse une liste de personnalités mortes au cours de l'année 1438  :
- 13 janvier : Hugues de Cayeu, évêque d'Arras.
- 29 mai : Giordano Orsini, iuniore, cardinal italien.
- 2 juin : Richard de Bretagne, comte d'Étampes, fils du duc de Bretagne Jean IV.
- 2 juillet : Ernest de Bavière, duc de Bavière.
- 25 juillet : Philippe de Morvilliers, magistrat, conseiller et premier Président du Parlement de Paris.
- 6 août : Jean Chevalier, évêque de Séez.
- 13 août : Johannes Nider, auteur dominicain allemand.
- 9 septembre[1] : Édouard Ier de Portugal, onzième roi de Portugal.
- 24 septembre : Jacques II, roi consort de Naples, comte de la Marche et de Castres.
- 16 octobre : Anne de Gloucester, comtesse de Northampton, est une noble anglaise, appartenant à la famille des Plantagenêt.
- 20 octobre : Jacopo della Quercia, ou Jacopo di Pietro d’Agnolo, sculpteur italien.
- 2 novembre : Jacques du Chastelier, évêque de Paris.
- après le 11 novembre : Jean III de Mecklembourg-Stargard, co-duc de Mecklembourg-Stagard et duc de Werle de 1417 à 1438, prince de Stargard, prince de Sternberg, prince de Friedland et prince de Lychen.
- 30 novembre : Jean de Sarrebruck, évêque de Verdun puis de Châlons.

- Barsbay, ou Al-Achraf Sayf ad-Dîn Barsbay, neuvième sultan mamelouk burjite qui règne en Égypte de 1422 à 1438.
- Jean de Norry, archevêque de Vienne puis de Besançon.
- Mathilde de Savoie, électrice consort palatine.
- Guillaume de Sars
- Léonard Delphini, évêque de Nîmes.
- Angelo di Agostino Mazzinghi, prêtre de l'Ordre du Carmel.
- Pierre Godart, changeur, associé de Jacques Cœur dans la première compagnie du Levant.
- David Huguet ou Houet ou Ouguete, architecte.
- Iskandar (Qara Qoyunlu), souverain de la confédération des Turkmènes (Moutons Noirs) ou Qara Qoyunlu (Kara Koyunlu).
- Khedrup Je, ou Khedrup Gelek Pelzang, érudit tibétain.
- Adai Khan, khagan des Mongols de la dynastie Yuan du Nord.
- Charles II Malatesta, condottiere, capitaine et seigneur de Pesaro, Gradara, Senigallia, Fossombrone et Civitanova Marche.
- Nang Keo P'imp'a, reine douairière  du Lan Xang, dans l'actuel Laos.
- Toghon, chef de la tribu des Oïrats.
- Simón Vela, pèlerin français.
- Viracocha Inca, huitième empereur inca.
- Christophe D'harcourt, commandant de la garde du dauphin (1425), conseiller et chambellan du roi (1430), Général Réformateur des eaux et forêts (1431)